# Eliška Hájková
Eliška Hájková (* 29. ledna 1988 Jablonec nad Nisou) je česká běžkyně na lyžích. Závodila za klub SKP Jablonex Jablonec nad Nisou a byla členkou české reprezentace, na jaře 2009 se však reprezentace vzdala. Její nejoblíbenější disciplínou je 5 km a sprint klasickou technikou.
Jejími největšími úspěchy jsou stříbrná medaile z Evropského olympijského juniorského festivalu ve Švýcarsku 2005 a bronzová medaile ze štafety na MSJ 2005 ve Finsku. Od roku 2005 je členkou projektu na podporu mladých talentovaných sportovců McDonald's Olympic Hopefuls, který je realizován za plné podpory Českého olympijského výboru. V roce 2006 se předvedla v dobrém světle v Severském turné mezi dorostenkami. Třikrát vyhrála v závodě na 5 kilometrů klasicky. V sezóně 2007/2008 byla na MČR do 23 let první na 5 kilometrech klasicky i v týmovém sprintu s Evou Nývltovou. Ve stejné sezóně obsadila na MČR dospělých druhé místo v závodě na 10 kilometrů klasicky.
V závodech Světového poháru je zatím jejím nejlepším umístěním 39. místo v závodě v Kuusamu (2.12.2007, 10 km). V sezóně 2007/08 dokončila náročnou sérii závodů Tour de Ski rovněž na 39. místě.
Poté, co na jaře 2009 opustila českou reprezentaci, zúčastnila se v lednu 2010 národního mistrovství USA v Anchorage (nejlepšího výsledku dosáhla ve sprintu klasicky – 11. místo).
Mezi lety 2008 a 2011 studovala na Fakultě sportovních studií Masarykovy univerzity v Brně obor trenérství se zaměřením na výživu a regeneraci.